# Serie armónica (música)

Armónicos de una cuerda en vibración, muestra como cada armónico está relacionado con múltiplos enteros de la frecuencia fundamental f. a situación de los nodos (puntos rojos) se pueden utilizar para definir cuerdas equivalentes (a la derecha) con longitudes de 1/2, 1/3 y 1/4 de la cuerda original, manteniendo la misma frecuencia.

Serie armónica es, en música, una sucesión de sonidos cuyas frecuencias son múltiplos enteros positivos de una nota base, llamada fundamental. El origen de la serie armónica está en la vibración fraccionada (por mitades, tercios, etc.) de cuerpos vibrantes sencillos y de una dimensión principal, como las cuerdas tensas y las columnas de aire contenidas en tubos sonoros.  Cuando se altera el estado de equilibrio de un cuerpo vibrante de este tipo, su forma natural de vibrar es compleja pero se descompone en una serie de movimientos combinados, o modos de vibración. Cada uno de los modos de vibración produce un sonido distinto de la serie. Si se analiza el sonido que emite una cuerda vibrante o un tubo, se apreciará una combinación de sonidos, lo que significa que el cuerpo está vibrando según una mezcla o combinación de los movimientos correspondientes a cada uno de los modos.  Por ejemplo: dicho de una forma más simple, si el sonido contiene los armónicos 1, 2, 3 y 4, el cuerpo está vibrando al mismo tiempo según los modos 1 al 4, superpuestos y combinados entre sí.

## Propiedades de la serie armónica
Para estudiar la serie armónica se numera cada sonido con un índice, comenzando por el número uno para el sonido fundamental. Es una importante propiedad de la serie el hecho de que las proporciones (las razones o cocientes) entre los índices respectivos de dos sonidos cualquiera, es también la proporción entre las frecuencias vibratorias de dichos sonidos; esta proporción caracteriza al mismo intervalo entre dos notas de cualquier tipo, cuando sus frecuencias se encuentran en la misma proporción.  Por ejemplo: si el intervalo existente entre los armónicos 3 y 2 es una quinta, la proporción 3:2 representa también a todas las quintas justas.

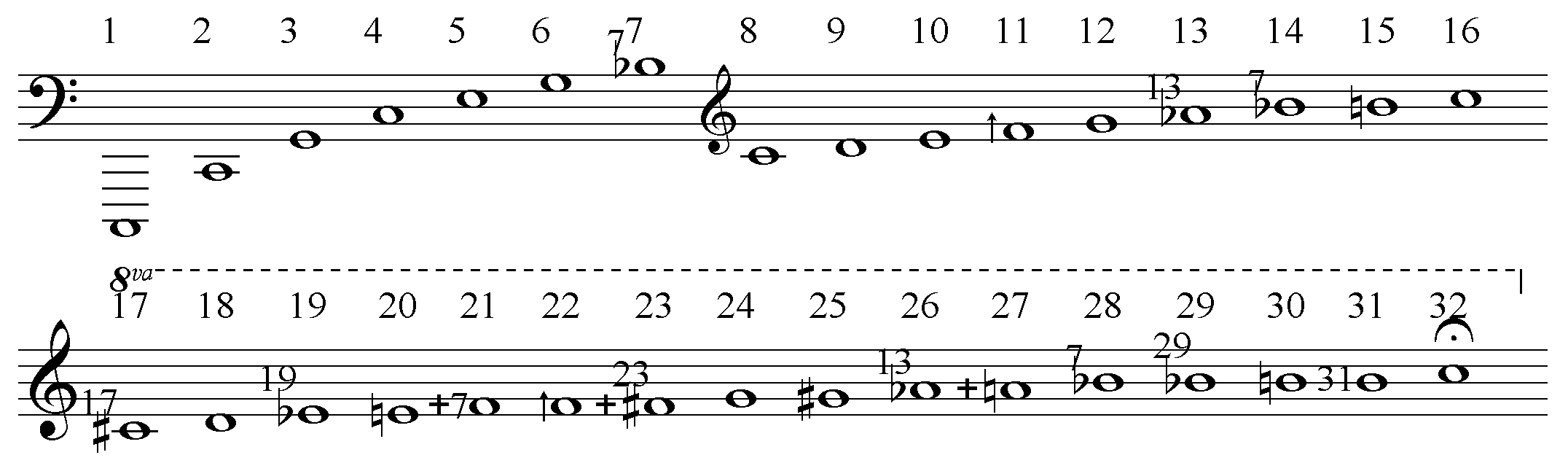
Armónicos de la nota do_{1} (la tercera tecla do a la izquierda del do central del piano).
Nombra como 1.º armónico a la nota fundamental (lo cual sería incorrecto, ya que la frecuencia fundamental no es un armónico), por lo tanto, en esta imagen, el primer armónico está nombrado como armónico 2. La notación utilizada se basa en la «notación justa ampliada» de Ben Johnston.Archivo:Harmonics to 32.mid

El primer sonido de la serie, o sonido fundamental, tiene una frecuencia que coincide con la de la nota cuya altura se percibe. El resto de los sonidos se añaden a este sin alterar su altura aparente, pues el oído funde o integra todos los armónicos en una sola sensación.
El segundo sonido de la serie (que en español se denomina «primer armónico») tiene una frecuencia doble de la del primero. Su altura es una octava por encima de aquel.
El tercer sonido tiene una frecuencia triple de la del primero, y está en una proporción de 3 a 2 con la del segundo; su altura es una quinta justa por encima de este, y una doceava (intervalo compuesto por una octava más una quinta) por encima del primero.
El cuarto sonido tiene una frecuencia doble de la del segundo; su altura será una octava por encima de este, y por tanto serán dos octavas por encima del fundamental. Cada vez que el número de orden (o índice) de un armónico es doble, su altura estará siempre una octava por encima.
Si bien el intervalo de octava está bien representado en el pentagrama, pues es una proporción fija de 2 a 1, con la quinta justa y otros intervalos (como veremos más adelante) no sucede lo mismo, pues existen diversos tipos de quinta, cuyas diferencias la notación convencional no tiene en cuenta en absoluto. Las alteraciones clásicas como el bemol y el sostenido no son adecuadas para expresar las pequeñas diferencias o comas entre intervalos equivalentes en el sentido del lenguaje musical.
El sonido número cinco se encuentra una tercera mayor por encima del sonido número cuatro. De acuerdo con lo expresado en el párrafo anterior, la tercera mayor que hay entre los sonidos 4 y 5 de la serie armónica es apreciablemente más pequeña que la tercera mayor del sistema temperado, y esta diferencia no queda reflejada en la notación convencional basada en un pentagrama.
Otro tanto ocurre con los sonidos 5 y 6 cuya distancia es de una tercera menor: se trata de un intervalo relativamente grande cuando se compara con la tercera menor del sistema temperado o del sistema de Pitágoras. El sonido 6 tiene un índice doble del 3 y está una octava sobre él; también forma una proporción 3:2 sobre el sonido 4, y por tanto está a una distancia de quinta sobre él.
El sonido número 7 era rechazado por Zarlino (1517-1590) como válido para construir intervalos. De hecho, su altura no puede representarse con la suficiente aproximación en el pentagrama. Su separación con el sonido número 6 podría considerarse una tercera menor muy pequeña, y con el sonido 8 formaría una segunda mayor muy grande.
El sonido 8 tiene un índice doble del 4 y su sonido correspondiente estará (una vez más) una octava por encima de este.
Los sonidos 8, 9 y 10 dejan entre sí dos intervalos sucesivos de segunda mayor de distinta amplitud (pues no es lo mismo 9/8 que 10/9). El tono que hay entre los sonidos 8 y 9 es un "tono grande" y el que hay entre los sonidos 9 y 10 es un "tono pequeño".
De forma similar a lo que ocurre con el sonido 7 de la serie, el número 11 no tiene una representación adecuada en el pentagrama. Su intervalo desde el sonido 10 sería un tono muy reducido.
El sonido 12 es doble del 6 y forma una octava con él. También está en la proporción 3:2 sobre el sonido 8 y está a una distancia de quinta sobre él.
La representación en el pentagrama del sonido 13 sufre el mismo problema que el 11 y el 7.
El sonido 14 no escapa a la peculiaridad ya mencionada para el sonido 7, pero podemos asegurar que forma una octava por encima de este por ser doble su índice.
El sonido 15 está en proporción de 3 a 2 con el 10, lo que lo sitúa a una quinta sobre él.
El sonido 16 es, de acuerdo con la misma lógica aplicada hasta ahora, un sonido situado una octava por encima del 8 y cuatro octavas por encima de la fundamental. El intervalo que lo separa del sonido 15 es una segunda menor o semitono diatónico. Este semitono es grande comparado con el semitono temperado; tengamos en cuenta que la tercera mayor entre los sonidos 15 y 12 es igual a la que hay entre los sonidos 5 y 4 (es por tanto una tercera mayor pequeña). Siendo la cuarta entre el 12 y el 16 de una medida muy similar a la cuarta temperada, no es extraño que el semitono que resulta de la diferencia entre la cuarta y la tercera mayor, sea más grande cuando la tercera mayor es más pequeña, y viceversa. Esta segunda menor "grande" es la que los intérpretes que afinan por el sistema justo aplican para la interpretación de la música antigua.
Un estudio simplificado de la serie armónica puede terminar en el armónico 16, pero debe tenerse en cuenta que, en teoría, la serie se extiende hasta el infinito y que no es extraño encontrar, en el análisis de sonidos reales, 30 o 40 armónicos. A partir del sonido 16, el intervalo entre dos sonidos sucesivos es menor que un semitono. Por lo general, la contribución de un armónico a la receta de un timbre es menor cuanto más elevado es su número de orden, por lo que un filtrado de las componentes más agudas puede tener una influencia despreciable en el timbre a partir de un cierto armónico.

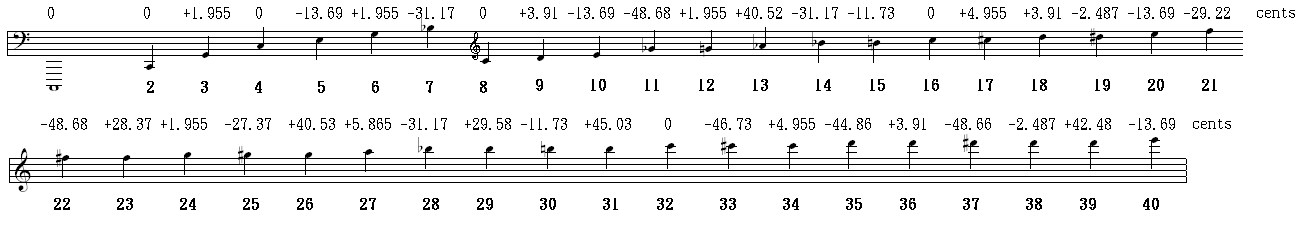

## La serie armónica y el timbre
En una teoría simplificada del timbre musical, cada uno de los sonidos de la serie armónica es un componente del timbre o color del sonido representado por una nota cuya frecuencia es la del sonido fundamental. A los sonidos de la serie armónica, componentes del timbre, se les llama sonidos armónicos o simplemente armónicos. También se han denominado a veces sonidos parciales, alícuotas, acompañantes o concomitantes.
Con alguna licencia, los sonidos de la serie armónica representan los elementos de la serie de Fourier que resulta al aplicar el análisis de Fourier a una forma de onda periódica. Puesto que las formas de onda de los sonidos del mundo real nunca son estrictamente periódicas, el timbre que se analiza por este método se corresponde con el concepto de timbre estático. A la lista de los armónicos (y sus intensidades relativas) que constituyen un sonido y que determinan el timbre estático de este, se le llama "receta" del timbre. Podemos asimilar la "receta" de armónicos de un timbre musical con la lista de ingredientes de un plato de comida. Cualquier modificación en esta lista o en las proporciones de cada ingrediente, altera el "sabor", "color" o timbre del sonido.
El timbre de un sonido musical representado esquemáticamente por su receta de armónicos, es una versión muy simplificada del espectro de dicho sonido.
Desde el punto de vista energético, los armónicos con un índice mayor transportan más energía a igual amplitud de la vibración. El espectro del conjunto de armónicos está limitado en su frecuencia, en función de la energía total. Lo más común, pues, es que los primeros armónicos tengan mayor amplitud y que esta vaya disminuyendo progresivamente a lo largo de la serie, hasta extinguirse. Sin embargo, al excitar un cuerpo sonoro con una energía mayor, el sonido será más rico en armónicos agudos, sobre todo en el momento del ataque y durante poco tiempo. Esto se cumple en las cuerdas frotadas, pulsadas o percutidas, y en los tubos, tanto de bisel como de lengüeta o boquilla: cuando aumenta la intensidad del ataque, el timbre es más claro y brillante.

## El papel de cada armónico
La contribución de cada armónico al timbre del sonido, en su lugar correspondiente dentro de la "mezcla", es el que sigue:
El sonido fundamental proporciona por sí solo la misma sensación de altura que el fundamental con todos sus armónicos; decimos que la frecuencia de la nota que se oye es igual a la del sonido fundamental.
Debido al fenómeno de la "fundamental fantasma" que tiene su explicación en el carácter no lineal del oído humano, el sonido fundamental no es imprescindible para percibir el conjunto como una nota con la misma altura, siempre y cuando existan o suenen el resto de los sonidos de la serie. El oído "reconstruye" el sonido que falta como si dedujese este resultado de una ecuación cuya única solución posible es esta fundamental.
Los sonidos números 2, 4, 8 y todos los que forman una relación igual a una potencia de 2 con la fundamental, refuerzan el carácter inequívoco de la sensación de altura del conjunto.
Los sonidos 3, 6, 12 y todos aquellos que forman con el 3 una relación que es una potencia de 2, aportan un timbre nasal al conjunto.
Los sonidos 5 y 10 producen un timbre o color "redondo", "profundo", "cálido".
Los sonidos 7, 11, 13 y 15 son disonantes y dan un carácter "áspero" al sonido.
Al crecer el número de orden de un armónico, su aportación es de más brillantez o claridad; más brillantez que claridad si es un número múltiplo de los 16 primeros excepto los que hemos denominado como disonantes.